# 帮派 (电影)
《帮派》（La Patota）是一部2015年桑迪亚哥·米特雷执导的阿根廷剧情片，入围第68屆坎城影展国际影评人周单元，2015年6月18日于阿根廷上映。赢得第6届北京国际电影节天坛奖最佳影片、最佳编剧和最佳女主角三个奖。

## 剧情
讲述放弃律师职业的宝琳娜，来到家乡附近的贫困地区教书，却在一次深夜回家时遭遇强暴的故事。

## 角色
- Dolores Fonzi - Paulina
- Oscar Martínez - Fernando
- Esteban Lamothe -

## 奖项
- 2015年Premio Iberoamericano de Cine Fénix最佳女演员：Dolores Fonzi[3]
- 阿根廷电影艺术与科学学院最佳女演员：Dolores Fonzi[4]